# 周策縱
周策縱（1916年1月7日—2007年5月7日），出生於湖南祁陽，逝世於美國三藩市，美國威斯康辛大學東方語言系和歷史系終身教授，國際著名紅學家和歷史學家，尤其精於對中國五四運動的研究。

## 生平
湖南祁陽人，1916年出生於祁陽。父親周鵬翥生前是詩人、書法家，行俠仗義，望重一時，舊學深厚而思想維新，以至於傾家襄助辛亥革命。周策縱先生幼承庭訓，兼長新舊學，與弟周策橫皆長於書藝詩文。中學畢業於長沙市第一中學。該校主編的校刊《長高學生》四字，就出自周策縱的手筆。
1942年，周策縱於重慶中央政治大學行政系畢業後，曾先後主編《新認識月刊》、《市政月刊》、《新批評》等刊物，並一度供職於重慶市政府。1945年始，任國民政府主席侍從室編審(秘書)，與陳佈雷、陶希聖、徐複觀等文人共事。蔣介石在臺灣二二八事件後的發表的《告全國同胞書》就是由周所執筆。
1948年辭職後即赴美國留學，潛心研究中國五四運動歷史，於安娜堡密西根大學完成碩士及博士學位，並留居美國，分別任職哈佛大學東亞研究所研究員，繼而任教威斯康辛大學，最後任東亞系主任至退休。

## 学术
其巨作《五四运动史：现代中国的知识革命》，1960年由哈佛大學出版社以英文出版，為第一步全面深入對五四運動描述分析的英文著作，為西方對中國五四運動的研究提供了寶貴的指導。其影響甚大，再版達七次之多。
然而，其文中對五四運動中的文化啓蒙運動對傳統文化的反駁，以及對國共兩黨的反應的客觀描述與分析，使得此書在中國大陸和臺灣被視爲禁書不得發行。臺灣直到1972年才獲准其中譯本發行，中國大陸則在1996年才對本書解禁。
周氏在研究紅樓夢上亦有很高造詣。1980年6月，他在威斯康辛州首府主持召開了首屆國際《紅樓夢》學術研討會，並任會議召集人和大會主席。此後，還促成了在哈爾濱、揚州、臺北和北京舉行了二、三、四、五屆國際《紅樓夢》研討會，為研究和宣傳《紅樓夢》作出了貢獻。他還是國際中國現代文學討論會主席。他著有《玉璽·婚姻·紅樓夢——曹雪芹家世政治關係溯源》、《論紅樓夢研究的基本態度》等系列紅學論文和《破斧新詁一一詩經研究之一》、《中國浪漫文學探源》等古典文學研究論文，出版了新詩集《海燕》，翻譯了泰戈爾的《螢》、《失群的鳥》等作品。1981年以後，他多次於臺灣、中國大陸講學和進行學術交流，努力加強中國學術界與國際學術界的交流。

## 外部連結
- 周策纵
- 周策纵的中国心（页面存档备份，存于）
- The May Fourth Movement by Chow Tse-tsung
- 周策縱書畫卷軸與扇面收藏集（页面存档备份，存于）